# عماد الجدع
عماد نبيل الجدع (وُلد في 27 أكتوبر 1948 في بيروت) دبلوماسي وسياسي فلسطيني. عمل ممثلًا لمنظمة التحرير الفلسطينية وسفيرًا لدولة فلسطين لدى كوبا، وغيانا، وكولومبيا ولا يزال سفيرًا لدى تشيلي.

## حياته
وُلد الجدع في 27 أكتوبر 1948 لأسرة فلسطينية هاجرت إثر حرب النكبة عام 1948 إلى لبنان.
حصل على إجازة في العلوم السياسية من الجامعة اللبنانية في لبنان عام 1971، وعلى الدبلوم في العلوم السياسية من جامعة بوتسدام في جمهورية ألمانيا الشرقية عام 1975.
انضم عام 1966 إلى الاتحاد العام لطلبة فلسطين، وفي عام 1967 انضم إلى حركة فتح.
عمل بين عامي 1971 و1974 لدى وكالة غوث وتشغيل اللاجئين الفلسطينيين، وبذات الفترة عمل مسؤولًا للعلاقات الدولية في مكتب رئيس منظمة التحرير الفلسطينية ياسر عرفات.
شغل بين عامي 1976 و1977 منصب القائم بأعمال ممثلية منظمة التحرير الفلسطينية لدى الهند.
كُلف بين عامي 1979 و1985 بأعمال ممثلية منظمة التحرير الفلسطينية لدى كوبا، ولاحقًا في عام 1988 عُين سفيرًا لدولة فلسطين لدى كوبا وسفيرًا غير مقيمًا لدى غيانا واستمر في منصبيه حتى عام 2005.
في 9 فبراير 2006، قدم أوراق اعتماده سفيرًا لدولة فلسطين لدى كولومبيا إلى رئيس جمهورية كولومبيا ألفارو أوريبي بيليث. واستمر في منصبه حتى عام 2013.
في 4 مارس 2014، قدم أوراق اعتماده سفيرًا مفوضًا فوق العادة لدولة فلسطين لدى تشيلي.

## أوسمة
في 30 أغسطس 2022، منحه الرئيس الفلسطيني محمود عباس نجمة الاستحقاق من وسام دولة فلسطين وذلك؛ «تقديرا لمسيرته النضالية والوطنية المشرفة في مجال العمل الدبلوماسي وخدمة شعبنا الفلسطيني ونصرة قضيته العادلة على طريق الحرية والاستقلال.»